# Priksleeën op de Paralympische Winterspelen 1998
De VIIe Paralympische Winterspelen werden in 1998 gehouden in Nagano, Japan. België nam geen deel aan deze Paralympische Spelen.
Dit was de laatste keer dat het priksleeën op het programma van de Paralympische Winterspelen stond.
Deze laatste keer werd in tegenstelling tot alle voorgaande edities gedomineerd door Japanners.

## Heren

### 100 meter LW10
| Rank | Naam          | Land | Tijd  |
| ---- | ------------- | ---- | ----- |
| 1    | Yutaka Takeda | JPN  | 14.83 |
| 2    | Akio Okuhara  | JPN  | 15.50 |
| 3    | Uno Frantzen  | NOR  | 16.62 |

### 100 meter LW11
| Rank | Naam                | Land | Tijd  |
| ---- | ------------------- | ---- | ----- |
| 1    | Knut Lundstroem     | NOR  | 14.47 |
| 2    | Yoshihisa Yamaguchi | JPN  | 14.55 |
| 3    | Lars Andresen       | NOR  | 14.58 |

### 500 meter LW10
| Rank | Naam          | Land | Tijd    |
| ---- | ------------- | ---- | ------- |
| 1    | Yutaka Takeda | JPN  | 1:10.70 |
| 2    | Uno Frantzen  | NOR  | 1:15.47 |
| 3    | Akio Okuhara  | NOR  | 1:17.20 |

### 500 meter LW11
| Rank | Naam                | Land | Tijd    |
| ---- | ------------------- | ---- | ------- |
| 1    | Knut Lundstroem     | NOR  | 1:06.35 |
| 2    | Tadashi Kato        | JPN  | 1:08.34 |
| 3    | Yoshihisa Yamaguchi | JPN  | 1:08.38 |

### 1000 meter LW10
| Rank | Naam             | Land | Tijd    |
| ---- | ---------------- | ---- | ------- |
| 1    | Yutaka Takeda    | JPN  | 2:25.91 |
| 2    | Uno Frantzen     | NOR  | 2:32.28 |
| 3    | Toshiki Watanabe | JPN  | 2:32.95 |

### 1000 meter LW11
| Rank | Naam              | Land | Tijd     |
| ---- | ----------------- | ---- | -------- |
| 1    | Knut Lundstroem   | NOR  | 2:15.83  |
| 2    | Tadashi Kato      | JPN  | 12:19.51 |
| 3    | Hiroyuki Nakamura | JPN  | 2:20.12  |

### 1500 meter LW10
| Rank | Naam             | Land | Tijd    |
| ---- | ---------------- | ---- | ------- |
| 1    | Toshiki Watanabe | JPN  | 3:50.67 |
| 2    | Yutaka Takeda    | JPN  | 3:50.92 |
| 3    | Uno Frantzen     | NOR  | 3:52.02 |

### 1500 meter LW11
| Rank | Naam              | Land | Tijd    |
| ---- | ----------------- | ---- | ------- |
| 1    | Knut Lundstroem   | NOR  | 3:24.13 |
| 2    | Hiroyuki Nakamura | JPN  | 3:31.60 |
| 3    | Tadashi Kato      | JPN  | 3:33.46 |

## Dames

### 100 meter LW10
| Rank | Naam           | Land | Tijd  |
| ---- | -------------- | ---- | ----- |
| 1    | Tone Edvardsen | NOR  | 18.47 |
| 2    | Miki Matsue    | JPN  | 18.64 |
| 3    | Yoshie Kanai   | JPN  | 19.59 |

### 100 meter LW11
| Rank | Naam              | Land | Tijd  |
| ---- | ----------------- | ---- | ----- |
| 1    | Anne Mette Samdal | NOR  | 15.69 |
| 2    | Wakako Tsuchida   | JPN  | 16.74 |
| 3    | Kyoko Okuyama     | JPN  | 17.92 |

### 500 meter LW10
| Rank | Naam           | Land | Tijd    |
| ---- | -------------- | ---- | ------- |
| 1    | Miki Matsue    | JPN  | 1:28.46 |
| 2    | Tone Edvardsen | JPN  | 1:29.65 |
| 3    | Yoshie Kanai   | JPN  | 1:31.20 |

### 500 meter LW11
| Rank | Naam              | Land | Tijd    |
| ---- | ----------------- | ---- | ------- |
| 1    | Anne Mette Samdal | NOR  | 1:17.26 |
| 2    | Wakako Tsuchida   | JPN  | 1:17.77 |
| 3    | Kyoko Okuyama     | JPN  | 1:21.76 |

### 1000 meter LW10
| Rank | Naam           | Land | Tijd    |
| ---- | -------------- | ---- | ------- |
| 1    | Miki Matsue    | JPN  | 2:57.56 |
| 2    | Tone Edvardsen | JPN  | 3:00.28 |
| 3    | Yoshie Kanai   | JPN  | 3:00.87 |

### 1000 meter LW11
| Rank | Naam            | Land | Tijd    |
| ---- | --------------- | ---- | ------- |
| 1    | Wakako Tsuchida | JPN  | 2:37.06 |
| 2    | Kyoko Okuyama   | JPN  | 2:43.65 |
| 3    | Lene Tystad     | NOR  | 2:50.57 |

### 1500 meter LW10
| Rank | Naam           | Land | Tijd    |
| ---- | -------------- | ---- | ------- |
| 1    | Miki Matsue    | JPN  | 4:23.86 |
| 2    | Yoshie Kanai   | JPN  | 4:34.43 |
| 3    | Tone Edvardsen | NOR  | 4:39.79 |

### 1500 meter LW11
| Rank | Naam            | Land | Tijd    |
| ---- | --------------- | ---- | ------- |
| 1    | Wakako Tsuchida | JPN  | 3:59.35 |
| 2    | Kyoko Okuyama   | JPN  | 4:12.35 |
| 3    | Akemi Kuwahara  | JPN  | 4:19.91 |

### Deelnemende landen priksleeën 1998
- NOR
- FIN
- JPN
- EST

Alpineskiën · Biatlon · Langlaufen · Priksleeën · Sledgehockey
1980 · 1984 · 1988 · 1994 · 1998